# Ronde van Spanje 2009/Zeventiende etappe
De zeventiende etappe van de Ronde van Spanje 2009 werd verreden op 16 september 2009. Het was een vlakke etappe over 194 kilometer van Ciudad Real naar Talavera de la Reina. Onderweg moesten er geen cols beklommen worden. De etappe werd gewonnen door de Fransman Anthony Roux. Hij maakte deel uit van een vroege vlucht, waarin ook Martijn Maaskant en Lieuwe Westra zaten. De Fransman bleef als laatste over en kon op het einde nog net uit de greep van het peloton blijven.

## Uitslagen
| Uitslag etappe | Uitslag etappe    | Uitslag etappe     | Uitslag etappe        | Uitslag etappe |
| rang           | renner            | land               | ploeg                 | tijd           |
| -------------- | ----------------- | ------------------ | --------------------- | -------------- |
| 1              | Anthony Roux      | Vlag van Frankrijk | La Française des Jeux | 4:28.14        |
| 2              | William Bonnet    | Vlag van Frankrijk | Bbox Bouygues Télécom | z.t.           |
| 3              | André Greipel     | Vlag van Duitsland | Team Columbia         | z.t.           |
| 4              | Daniele Bennati   | Vlag van Italië    | Liquigas              | z.t.           |
| 5              | Francisco Pacheco | Vlag van Spanje    | Contentpolis-Ampo     | z.t.           |
| 6              | Jürgen Roelandts  | Vlag van België    | Silence-Lotto         | z.t.           |
| 7              | Sébastien Hinault | Vlag van Frankrijk | ag2r Prévoyance       | z.t.           |
| 8              | Javier Benitez    | Vlag van Spanje    | Contentpolis-Ampo     | z.t.           |
| 9              | Enrico Gasparotto | Vlag van Italië    | Lampre                | z.t.           |
| 10             | Borut Božič       | Vlag van Slovenië  | Vacansoleil           | z.t.           |

| Algemeen klassement | Algemeen klassement | Algemeen klassement       | Algemeen klassement | Algemeen klassement |
| rang                | renner              | land                      | ploeg               | tijd                |
| ------------------- | ------------------- | ------------------------- | ------------------- | ------------------- |
|                     | Alejandro Valverde  | Vlag van Spanje           | Caisse d'Epargne    | 74u 27' 48"         |
| 2                   | Robert Gesink       | Vlag van Nederland        | Rabobank            | + 31"               |
| 3                   | Samuel Sanchez      | Vlag van Spanje           | Euskaltel-Euskadi   | + 1' 10"            |
| 4                   | Ivan Basso          | Vlag van Italië           | Liquigas            | + 1' 28"            |
| 5                   | Cadel Evans         | Vlag van Australië        | Silence-Lotto       | + 1' 51"            |
| 6                   | Ezequiel Mosquera   | Vlag van Spanje           | Xacobeo-Galicia     | + 1' 54"            |
| 7                   | Joaquim Rodríguez   | Vlag van Spanje           | Caisse d'Epargne    | + 5' 53"            |
| 8                   | Paolo Tiralongo     | Vlag van Italië           | Lampre              | + 6' 24"            |
| 9                   | Tom Danielson       | Vlag van Verenigde Staten | Garmin-Slipstream   | + 8' 28"            |
| 10                  | Juan José Cobo      | Vlag van Spanje           | Fuji-Servetto       | + 10' 45"           |

## Nevenklassementen
| Puntenklassement | Puntenklassement   | Puntenklassement   | Puntenklassement | Puntenklassement |
| rang             | renner             | land               | ploeg            | punten           |
| ---------------- | ------------------ | ------------------ | ---------------- | ---------------- |
|                  | André Greipel      | Vlag van Duitsland | Team Columbia    | 121              |
| 2                | Daniele Bennati    | Vlag van Italië    | Liquigas         | 81               |
| 3                | Alejandro Valverde | Vlag van Spanje    | Caisse d'Epargne | 80               |

| Bergklassement | Bergklassement     | Bergklassement     | Bergklassement | Bergklassement |
| rang           | renner             | land               | ploeg          | punten         |
| -------------- | ------------------ | ------------------ | -------------- | -------------- |
|                | David Moncoutié    | Vlag van Frankrijk | Cofidis        | 170            |
| 2              | David De La Fuente | Vlag van Spanje    | Fuji-Servetto  | 89             |
| 3              | Pieter Weening     | Vlag van Nederland | Rabobank       | 60             |

| Combinatieklassement | Combinatieklassement | Combinatieklassement | Combinatieklassement | Combinatieklassement |
| rang                 | renner               | land                 | ploeg                | punten               |
| -------------------- | -------------------- | -------------------- | -------------------- | -------------------- |
|                      | Alejandro Valverde   | Vlag van Spanje      | Caisse d'Epargne     | 10                   |
| 2                    | Robert Gesink        | Vlag van Nederland   | Rabobank             | 11                   |
| 3                    | Samuel Sanchez       | Vlag van Spanje      | Euskaltel-Euskadi    | 21                   |

| Ploegenklassement | Ploegenklassement | Ploegenklassement   | Ploegenklassement | Ploegenklassement |
| rang              | ploeg             | land                | tijd              |                   |
| ----------------- | ----------------- | ------------------- | ----------------- | ----------------- |
|                   | Xacobeo-Galicia   | Vlag van Spanje     | 223u 12' 13"      |                   |
| 2                 | Caisse d'Epargne  | Vlag van Spanje     | + 20' 51"         |                   |
| 3                 | Astana            | Vlag van Kazachstan | + 27' 47"         |                   |

## Opgaves

### Niet meer gestart
- Damiano Cunego (Lampre)
- Alessandro Ballan (Lampre)
- Wouter Weylandt (Quick Step)
- Stuart O'Grady (Team Saxo Bank)

### Opgegeven
- Aleksandr Jefimkin (ag2r Prévoyance)

1e etappe ·
2e etappe ·
3e etappe ·
4e etappe ·
5e etappe ·
6e etappe ·
7e etappe ·
8e etappe ·
9e etappe ·
10e etappe ·
11e etappe ·
12e etappe ·
13e etappe ·
14e etappe ·
15e etappe ·
16e etappe ·
17e etappe ·
18e etappe ·
19e etappe ·
20e etappe ·
21e etappe
Startlijst · Eindstanden · Afbeeldingen
 winnaars · rode trui · 
 puntenklassement · 
 bergklassement · 
 combinatieklassement · 
 jongerenklassement · 
 ploegenklassement · 
 strijdlust

 Belgische leiderstruidragers · etappewinnaars

 Nederlandse leiderstruidragers · etappewinnaars
1935 · 1936 · 1937 · 1938 · 1939 · 1940 · 1941 · 1942 · 1943 · 1944 · 1945 · 1946 · 1947 · 1948 · 1949 · 1950 · 1951 · 1952 · 1953 · 1954 · 1955 · 1956 · 1957 · 1958 · 1959 · 1960 · 1961 · 1962 · 1963 · 1964 · 1965 · 1966 · 1967 · 1968 · 1969 · 1970 · 1971 · 1972 · 1973 · 1974 · 1975 · 1976 · 1977 · 1978 · 1979 · 1980 · 1981 · 1982 · 1983 · 1984 · 1985 · 1986 · 1987 · 1988 · 1989 · 1990 · 1991 · 1992 · 1993 · 1994 · 1995 · 1996 · 1997 · 1998 · 1999 · 2000 · 2001 · 2002 · 2003 · 2004 · 2005 · 2006 · 2007 · 2008 · 2009 · 2010 · 2011 · 2012 · 2013 · 2014 · 2015 · 2016 · 2017 · 2018 · 2019 · 2020 · 2021 · 2022 · 2023 · 2024 · 2025